# Obsession (Eighteen Visions)
Obsession è il quarto album del gruppo musicale statunitense metalcore degli Eighteen Visions, pubblicato nel 2004.
Il CD è stato integrato con un DVD nel quale viene descritta la registrazione dell'album.

## Tracce
1. "Obsession" – 2:03
2. "I Let Go" – 3:23
3. "Crushed" – 3:00
4. "This Time" – 3:05
5. "Tower of Snakes" – 3:38
6. "I Should Tell You" – 3:45
7. "Waiting for the Heavens" – 3:41
8. "Lost in a Dream" – 3:07
9. "Bleed by Yourself" – 3:18
10. "A Long Way Home" – 2:34
11. "Said and Done" – 3:58
12. "Guilty Pleasures" (Bonus Track solo in Inghilterra)

## Formazione
- James Hart - voce
- Ken William Floyd - batteria, chitarra
- Keith Barney - chitarra
- Mick Richard Morris - basso